# Phaeogenes bacilliger
Phaeogenes bacilliger är en stekelart som beskrevs av Joseph Kriechbaumer 1891. Phaeogenes bacilliger ingår i släktet Phaeogenes och familjen brokparasitsteklar. Inga underarter finns listade i Catalogue of Life.